# کالاوی (مینه سوتا)
کالاوی (به انگلیسی: Callaway) یک شهر در ایالات متحده آمریکا است که در شهرستان بکر، مینه‌سوتا واقع شده‌است. کالاوی ۱٫۶۶ کیلومتر مربع مساحت و ۲۳۴ نفر جمعیت دارد و ۴۲۲ متر بالاتر از سطح دریا قرار دارد.